# Ayoub Amraoui
Ayoub Amraoui (en arabe : ايوب عمراوي), né le 14 mai 2004 à La Seyne-sur-Mer, est un footballeur franco-marocain qui évolue au poste d'arrière gauche au Al-Ahli SC.

## Biographie
Ayoub Amraoui est né à La Seyne-sur-Mer, dans le Var,, d'une mère d'origine Marocaine et d'un père originaire de la province de berkane , au Maroc.

### Carrière en club

#### Formation et arrivée à Nice
Amraoui commence à jouer au football au club d'Ollioules,, avant de rejoindre le Racing de Toulon sous la houlette du manager Frédéric Meyrieu, qui supervise de près son développement.
Prenant part à des tournois continentaux juniors avec le Racing, il s'illustre notamment lors d'une compétition de moins de 13 ans organisée par l'Inter Milan.
Après une saison au SC Air Bel à Marseille, il intègre le centre de formation de l'OGC Nice en 2019,.
Il signe son premier contrat professionnel avec l’OGC Nice le 20 juin 2021,.

#### Débuts professionnels avec l'OGC Nice puis prêté (depuis 2022)
S'étant déjà imposé dans l'équipe reserve de Nice en National 3, Amraoui intègre l'équipe première niçoise au milieu de la saison 2022-23, en janvier 2023. Il fait ses débuts professionnels le 26 février 2023, étant titularisé par Didier Digard lors d'une victoire 3-0 en Ligue 1 contre l'AS Monaco, jouant l'intégralité de ce derby et impressionnant déjà par son volume de jeu,.
Quelques jours plus tard, le jeune Amraoui est à nouveau titularisé en Ligue Europa Conférence, lors du huitième de finale aller chez le Sheriff Tiraspol, inscrivant à cette occasion son premier but, qui offre la victoire 1-0 à son équipe,,. Il remporte ainsi sa première distinction d'homme du match avec l'effectif professionnel, voyant d'ailleurs sa performance saluée par son capitaine Dante. Avec la victoire au match retour, il permet donc la qualification des siens en quarts de finale de la compétition.
Au cours de la saison, Amraoui fait rapidement partie du groupe de jeunes qui s'affirme en équipe première, tout comme ses coéquipiers Badredine Bouanani et Reda Belahyane,.
Le 24 janvier 2024, il arrive en prêt à l'AS Nancy Lorraine le club évoluant en National, mais son prêt est rompu le 31 janvier par les aiglons afin de le prêter en Ligue 2 du côté d'Amiens. Son passage en Lorraine n'a finalement duré que 7 jours, courte période dans laquelle il ne dispute aucun match avec les rouges et blancs lui permettant d'évoluer pour un troisième club différent dans une même saison. Après 5 mois passé dans le club amiénois, Amraoui est à nouveau prêté, cette fois au FC Martigues nouvellement promu en Ligue 2 BKT.

### Carrière en sélection

#### Équipes de jeunes
Le 14 juin 2018, alors qu'il joue au SC Air Bel, il est convoqué avec la sélection des moins de 14 ans de la Corse pour prendre part à un tournoi amical inter-ligues au Centre régional technique de Castelmaurou.
Le 8 octobre 2020, pendant la pandémie de Covid-19, il se rend au Maroc pour un stage de préparation avec l'équipe du Maroc -17 ans au Centre sportif de Maâmora près de Salé.
Amraoui joue ensuite avec les moins de 20 ans marocains à partir de 2022 et un match amical contre la Roumanie.
En juin 2023, il est sélectionné pour la Coupe d'Afrique des nations avec les moins de 23 ans,.
Titulaire tout du long de la compétition, Ayoub Amraoui permet notamment aux siens de se qualifier pour les Jeux olympiques de Paris en éliminant le Mali en demi-finale,,. Le Maroc affronte ensuite l'Égypte en finale,,. La finale est remportée par le Maroc en prolongation contre l'Égypte olympique grâce à un but d'Oussama Targhalline (victoire, 2-1),.
Sélectionné en septembre 2023, il dispute un match amical le 7 septembre contre le Brésil olympique à Fès en étant titularisé par Issame Charaï (victoire, 1-0),. Un deuxième match amical prévu le 11 septembre dans la même ville est annulé par la fédération marocaine à la suite du séisme au Maroc,.

#### Équipe senior
Le 13 mars 2023, Ayoub Amraoui reçoit sa première convocation avec l'équipe senior du Maroc, lors d'une conférence de presse tenue par Walid Regragui, pour les matchs amicaux contre le Brésil au Stade Ibn-Batouta et le Pérou au Stade Metropolitano,. Lors de son arrivée au Centre sportif de Maâmora, il déclare : « Il y a une belle ambiance dans le groupe. Tout le monde s'entend bien. Les anciens nous ont bien accueilli. J'espère qu'on va faire de grandes choses ». 
Le 25 mars 2023, les Marocains font leur retour à domicile après leur parcours historique en Coupe du monde, et sont accueillis par 65 000 supporters au Stade Ibn-Batouta de Tanger à l'occasion du match amical contre le Brésil,,. Amraoui passe la rencontre sur le banc, alors que le Maroc s'impose 2-1 face à l'équipe numéro 1 du classement FIFA,,, entrant dans l'histoire comme la première équipe arabe de l'histoire à battre le Brésil. Ce match bat également une audience record au sein de la population marocaine locale avec au moins 10 millions de téléspectateurs,.

## Style de jeu
Ayoub Amraoui joue initialement au poste de milieu de terrain avant d'être replacé au poste de latéral gauche lors de son passage à Toulon. Frédéric Meyrieu, son entraineur au Racing Toulon en parle comme une personnalité discrète mais qui, sur le terrain, « affichait beaucoup de caractère. Il était facile dans le jeu long et le court. Au départ, nous le faisions jouer au milieu avant de le mettre au poste de latéral gauche car sa qualité de pied était énorme, notamment au niveau des centres et des transmissions rapides sur transition ».

## Statistiques

### Statistiques détaillées
| Saison                | Club                  | Championnat           | Championnat | Championnat | Championnat | Coupe(s) nationale(s) | Coupe(s) nationale(s) | Coupe(s) nationale(s) | Compétition(s) continentale(s) | Compétition(s) continentale(s) | Compétition(s) continentale(s) | Compétition(s) continentale(s) | Maroc | Maroc | Maroc | Total | Total | Total |
| Saison                | Club                  | Division              | M.          | B.          | P.d.        | M.                    | B.                    | P.d.                  | Comp.                          | M.                             | B.                             | P.d.                           | M.    | B.    | P.d.  | M.    | B.    | P.d.  |
| 2021-2022             | OGC Nice B            | Régional              | 25          | 2           | 0           | -                     | -                     | -                     | -                              | -                              | -                              | -                              | -     | -     | -     | 25    | 2     | 0     |
| 2022-2023             | OGC Nice B            | Régional              | 14          | 0           | 0           | -                     | -                     | -                     | -                              | -                              | -                              | -                              | -     | -     | -     | 14    | 0     | 0     |
| Sous-total            | Sous-total            | Sous-total            | 39          | 2           | 0           | -                     | -                     | -                     | -                              | -                              | -                              | -                              | -     | -     | -     | 39    | 2     | 0     |
| 2022-2023             | OGC Nice              | Ligue 1               | 7           | 0           | 0           | -                     | -                     | -                     | C4                             | 4                              | 1                              | 0                              | 0     | 0     | 0     | 11    | 1     | 0     |
| 2023-2024             | OGC Nice              | Ligue 1               | -           | -           | -           | 1                     | 0                     | 0                     | C4                             | -                              | -                              | -                              | -     | -     | -     | 1     | 0     | 0     |
| Sous-total            | Sous-total            | Sous-total            | 7           | 0           | 0           | 1                     | 0                     | 0                     | -                              | 4                              | 1                              | 0                              | 0     | 0     | 0     | 12    | 1     | 0     |
| Total sur la carrière | Total sur la carrière | Total sur la carrière | 46          | 2           | 0           | 1                     | 0                     | 0                     | -                              | 4                              | 1                              | 0                              | 0     | 0     | 0     | 51    | 3     | 0     |

### En sélection marocaine
Le tableau suivant liste les rencontres de l'équipe du Maroc U23 des catégories des jeunes dans lesquelles Ayoub Amraoui a été sélectionné depuis le 15 juin 2023.
| Catégorie | Date             | Lieu       | Adversaire             | Résultat | Minutes | Compétition  | Buts | Passes | Capitaine | Club     |
| --------- | ---------------- | ---------- | ---------------------- | -------- | ------- | ------------ | ---- | ------ | --------- | -------- |
| Maroc U23 | 15 juin 2023     | Rabat      | Mauritanie             | 4 – 1    | -       | Match amical | 0    | 0      | Non       | OGC Nice |
| Maroc U23 | 19 juin 2023     | Rabat      | Zambie                 | 3 – 1    | -       | Match amical | 0    | 0      | Non       | OGC Nice |
| Maroc U23 | 24 juin 2023     | Rabat      | Guinée                 | 2 – 1    | 90 min  | CAN U23      | 0    | 0      | Non       | OGC Nice |
| Maroc U23 | 27 juin 2023     | Rabat      | Ghana                  | 5 – 1    | 90 min  | CAN U23      | 0    | 0      | Non       | OGC Nice |
| Maroc U23 | 30 juin 2023     | Rabat      | Congo                  | 1 – 0    | 2 min   | CAN U23      | 0    | 0      | Non       | OGC Nice |
| Maroc U23 | 4 juillet 2023   | Rabat      | Mali                   | 2 – 2    | 120 min | CAN U23      | 0    | 0      | Non       | OGC Nice |
| Maroc U23 | 8 juillet 2023   | Rabat      | Égypte                 | 2 – 1    | 120 min | CAN U23      | 0    | 0      | Non       | OGC Nice |
| Maroc U23 | 7 septembre 2023 | Fès        | Brésil                 | 1 – 0    | 90 min  | Match amical | 0    | 0      | Non       | OGC Nice |
| Maroc U23 | 12 octobre 2023  | Casablanca | Irak                   | 0 – 1    | 77 min  | Match amical | 0    | 0      | Non       | OGC Nice |
| Maroc U23 | 16 octobre 2023  | Casablanca | République dominicaine | 3 – 1    | 26 min  | Match amical | 0    | 0      | Non       | OGC Nice |
| Maroc U23 | 16 novembre 2023 | Murcie     | Danemark               | 0 – 3    | 90 min  | Match amical | 0    | 0      | Non       | OGC Nice |
| Maroc U23 | 21 novembre 2023 | Murcie     | États-Unis             | 1 – 0    | 32 min  | Match amical | 0    | 0      | Non       | OGC Nice |
| Maroc U23 | 22 mars 2024     | Antalya    | Ukraine                | 1 – 0    | 82 min  | Match amical | 0    | 0      | Non       | OGC Nice |
| Maroc U23 | 4 juin 2024      | Rabat      | Belgique               | 2 – 2    | 90 min  | Match amical | 0    | 0      | Non       | OGC Nice |

## Palmarès
Maroc -23 ans
- Coupe d'Afrique des nations :
  -  Vainqueur : 2023.